# Squadra sudafricana di Fed Cup
La squadra sudafricana di Fed Cup rappresenta il Sudafrica nella Fed Cup, ed è posta sotto l'egida della South African Tennis Association.
La squadra partecipa alla competizione dal 1963, anno della prima edizione, riuscendo a conquistare la coppa nell'edizione del 1972 e sfiorando il bis nel 1973 quando perse in finale dall'Australia per 3-0.
Nel 2011 le sudafricane sono state promosse al gruppo II della zona Euro-Africana.

## Organico 2011
Aggiornato ai match del gruppo III (4-7 maggio 2011). Fra parentesi il ranking della giocatrice nei giorni della disputa degli incontri.
- Chanel Simmonds (WTA #252)
- Natalie Grandin (WTA #683)
- Natasha Fourouclas (WTA #1071)
- Madrie Le Roux (WTA #1190)

## Ranking ITF
- Il prossimo aggiornamento del ranking è previsto per il mese di febbraio 2012.

| Sudafrica nel Ranking ITF (aggiornata al 7 novembre 2011) |           |        |                           |
| Pos                                                       | Squadra   | Punti  | Gruppo                    |
| 55                                                        | Georgia   | 473.00 | Gruppo II - Europa/Africa |
| 56                                                        | Bolivia   | 444.50 | Gruppo I - Americhe       |
| 57                                                        | Lettonia  | 420.00 | Gruppo II - Europa/Africa |
| 58                                                        | Sudafrica | 408.50 | Gruppo II - Europa/Africa |
| 59                                                        | Filippine | 393.75 | Gruppo II - Asia/Oceania  |
| 60                                                        | Messico   | 380.00 | Gruppo II - Americhe      |
| 61                                                        | India     | 367.50 | Gruppo II - Asia/Oceania  |